# The Vintage Caravan
The Vintage Caravan ist eine isländische Rockband aus Álftanes, die im Jahr 2006 gegründet wurde.

## Geschichte
Die Band wurde im Jahre 2006 von den beiden 12-Jährigen Óskar Logi Ágústsson (E-Gitarre, Gesang) und Guðjón Reynisson (Schlagzeug) gegründet. Seit dem Jahr 2009 begannen die Bandmitglieder ernsthafter an dem Projekt zu arbeiten. Im Jahr 2011 folgte das selbstbetitelte Debütalbum in Eigenveröffentlichung. Anfang 2012 erreichte die Band einen Vertrag bei dem isländischen Label Sena. Im selben Jahr kam zudem Alexander Örn Númason als Bassist zur Band. 2012 erschien über Sena das zweite Album Voyage. Ihren Durchbruch in den restlichen Teilen Europas schaffte die Band jedoch erst, nachdem Voyage bei Nuclear Blast Anfang 2014 wiederveröffentlicht wurde. Im Jahr 2014 spielte die Band auf dem Roadburn Festival. Außerdem spielte die Band im Jahr 2014 auf dem Wacken Open Air. Im April 2015 gab die Band über Facebook bekannt, dass Drummer Guðjón Reynisson die Band aus persönlichen Gründen verlassen habe und durch Stefán Ari ersetzt wurde.

## Stil
Laut Fred Thomas von Allmusic sei die Gruppe durch Classic Rock, frühen Metal, Progressive Rock und Boogie-Woogie beeinflusst worden. Laut Bandbiografie der Website von Nuclear Blast sei die Band durch klassischen Hard Rock der 1960er- und 1970er-Jahre beeinflusst worden. Laut laut.de sei die Band stark durch Gruppen wie Cream, Black Sabbath, King Crimson und Yes beeinflusst worden. laut.de bezeichnete die Musik von The Vintage Caravan als psychedelischen Bluesrock. Thomas Kupfer vom Rock-Hard-Magazin ordnete die Musik dem Classic Rock zu. In der Review zu Voyage von Phil Weller von scratchthesurface-webzine.com lasse sich die Band mit Retro-Rock-Gruppen wie Orchid, Graveyard, Blues Pills und Witchcraft einordnen. Die Gruppe verschmelze dabei die Musik von Rush, Black Sabbath, Cream und Grand Funk Railroad. Manuel Latton (aka inhonorus) vom Legacy-Magazin schreibt in seiner Rezension zu Arrival, dass die Band nun endlich die früheren Led-Zeppelin-Attitüden zurückfahre und mehr Wert auf die eigenen Stärken lege. Des Weiteren lobt er das Album als „einen glühenden Stern am Vintage-Rock Himmel“.

## Diskografie
- 2011: The Vintage Caravan (Album, Eigenveröffentlichung)
- 2012: Voyage (Album, Sena)
- 2015: Arrival (Album, Nuclear Blast Records)
- 2018: Gateways (Album, Nuclear Blast Records)
- 2021: Monuments (Album, Napalm Records)
- 2023: The Monuments Tour